# Talangsuko
Talangsuko is een bestuurslaag in het regentschap Malang van de provincie Oost-Java, Indonesië. Talangsuko telt 7780 inwoners (volkstelling 2010).